# 中国国民党历史

中國國民黨黨旗

中國國民黨是中華民國的开國政黨，前身最早为成立于1894年11月24日的興中會，而后依次被改组为中國同盟會、國民黨及中華革命黨，1919年10月10日经孫中山改组后改为现名。中國國民黨从1928年北伐成功、國民政府统一全国起，至1948年改组中華民國政府。于1949年国共内战中失利，从中国大陆遷至台灣。

## 中國大陸時期

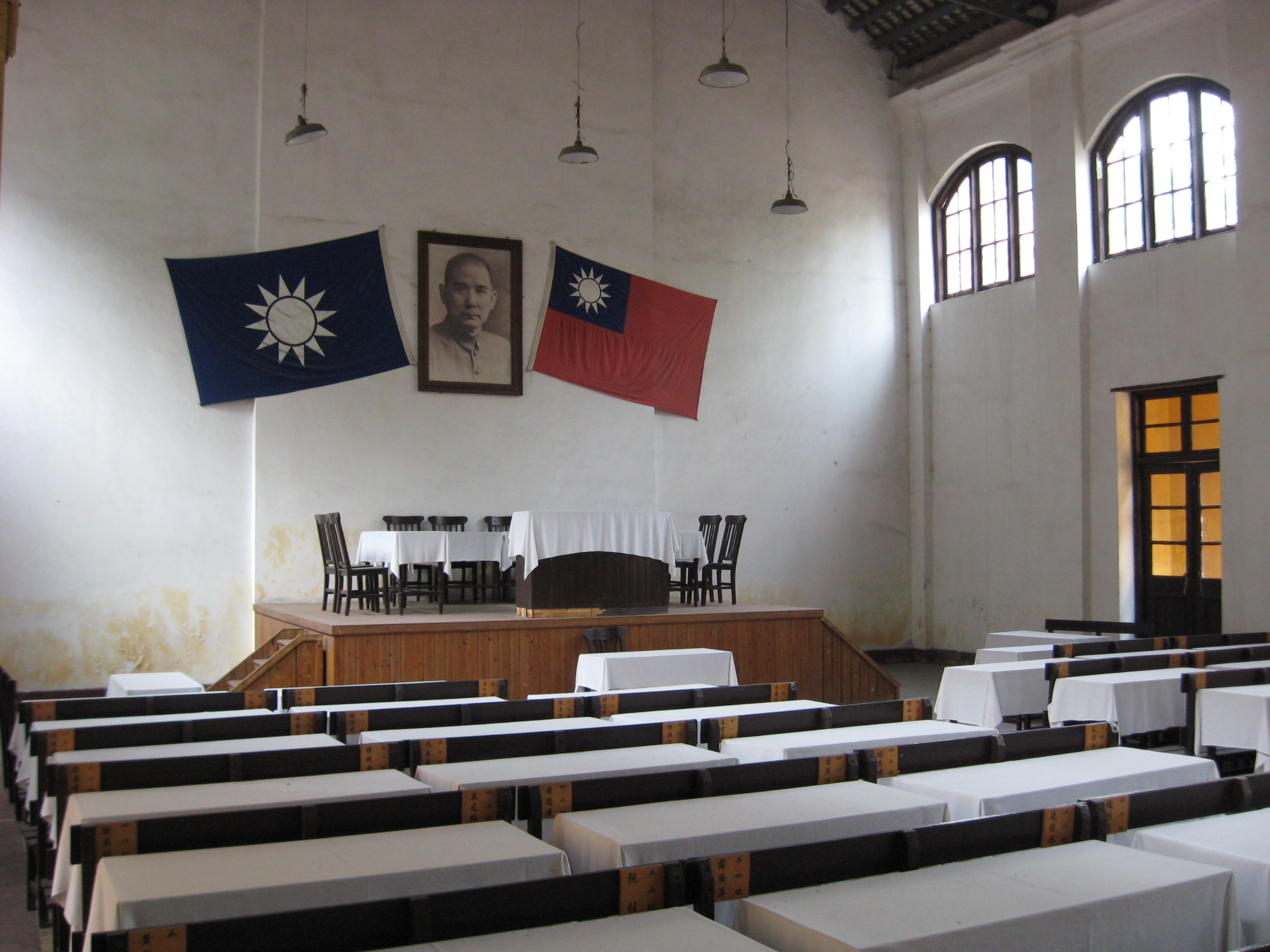
中國國民黨第一次全國代表大會會場

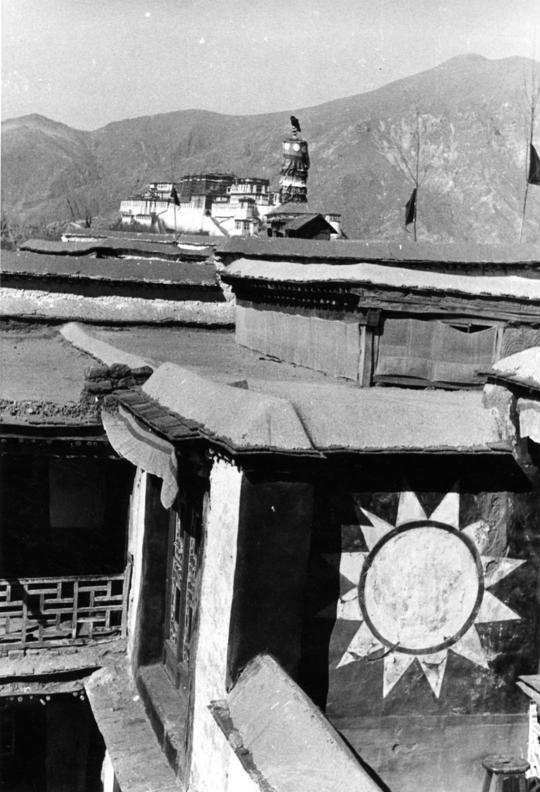
1938年國民黨旗在西藏

### 國民革命時期至北伐統一前（1894－1928年）
| 年份                        | 事件 |
| 清光緒20年（1894年）        | 孫中山在夏威夷檀香山創立反清組織「興中會」。 |
| 清光緒31年（1905年）        | 興中會聯合華興會、光復會於日本東京組成同盟會。 |
| 清宣統3年（1911年）10月10日 | 共進會和文學社成員發起反對清朝統治的武昌起義，獲中國各省響應，孫文與袁世凱密約，若袁能使溥儀退位，就讓袁擔任大總統，最終致清宣統皇帝溥儀遜位。                                                          |
| 清宣統3年（1911年）12月29日 | 孫中山當選中華民國第一任臨時大總統。 |
| 民國元年（1912年）1月1日    | 中華民國成立，同盟會成為合法組織。 |
| 民國元年（1912年）8月11日   | 同盟會、統一共和黨、國民公黨、國民共進會和共和實進會五個政團一致同意合併，并于8月13日宣告：「共和之制，國民為國主體，吾人於使人不忘其義，故顏其名曰國民黨。」                                           |
| 民國元年（1912年）8月25日   | 下午1時，國民黨成立大會在湖廣會館召開，正式宣佈國民黨誕生。 |
| 民國2年（1913年）初         | 國民黨在代理理事長宋教仁領導下，於全國選舉中在參議院與眾議院皆獲得最多席次成為國會最大黨。同年3月20日，宋教仁被暗殺。同年7月12日，孫中山等人發動二次革命與護法運動，旋即失敗。11月4日袁世凱解散國民黨。 |
| 民國3年（1914年）7月        | 孫中山等人為對抗與抵制袁世凱的行為，於東京另組中華革命黨號召二次革命。陈炯明、黄兴等元老因为反对个人崇拜与独裁拒绝加入。国民党分裂。                                                                    |
| 民國8年（1919年）           | 10月10日，中華革命黨在上海法租界改組為中國國民黨。 |
| 民國13年（1924年）          | 1月，中國國民黨在廣州舉行第一次全國代表大會，孫中山提出聯俄容共，宣佈黨內改組完成。 |
| 民國14年（1925年）          | 總理孫中山逝世，汪精衛當選第一任國民政府主席，以蔣中正領導的黃埔軍校師生發動東征，平定廣東，國民政府在廣州成立，汪精衛的領導地位不久即被蔣中正取代。                                                    |
| 民國15年（1926年）          | 5月，张静江当选第一任中國國民黨中常会主席。7月，蔣中正發動北伐。 |
| 民國17年 （1928年）         | 12月29日，奉系軍閥張學良宣布「東北易幟」，效忠於國民政府。國民革命軍北伐成功，中國自國民革命以來的分裂局勢宣告統一，再次建立了全國一統的法統政府。                                                      |

### 北伐統一後至敗退台灣前（1928－1949年）
| 年份               | 事件 |
| 民國34年（1945年） | 5月，中國國民黨六全大會在重慶開會，推蔣中正連任總裁，並決定於11月12日召開國民大會。:46中國國民黨領導國民革命軍取得對日抗戰的勝利，廢除了部分中國自清朝以來與世界列強簽訂之對中國不平等條約，使中國躋身世界四強，参与创建了聯合國并與美、英、法、蘇聯同為安全理事會常任理事國。 |
| 民國35年（1946年） | 1月10日至1月31日，由國民黨8人、共產黨7人、民主同盟9人、青年黨5人、無黨派人士9人等38位代表在重慶召開政治協商會議，通過政府改組案、和平建國綱領案、軍事問題案、國民大會案、協定五五憲草的修改原則12項，並決定組織憲草審議委員會。11月15日，制憲國民大會在南京召開，12月25日三讀通過。1947年元旦公佈，正式頒行《中華民國憲法》。4月，国民政府改组，設國務會議，由中國國民黨、中国青年党、中国民主社会党人士及社會賢達，分任國民政府委員，蔣介石仍被推選任國民政府主席，而以孫科任副主席，一黨訓政自此結束。:51 |
| 民國37年（1948年） | 蔣中正總裁當選中華民國行憲後第一任總統。 |
| 民國38年（1949年） | 1月，中國國民黨所領導的中華民國國軍在國共内戰中節節失利。2月1日，中國國民黨「中央黨部遷往廣州辦公」:148。4月22日，中央常務委員之下設「非常委員會」:188。5月17日，中央執行委員會電請蔣中正「打銷遁跡遠隱之意」:20510月1日，中國共產黨在北平（今北京）舉行中華人民共和國開國大典。中華民國政府從南京遷至廣州、重慶、四川成都及西康西昌，最後於12月7日遷至臺灣臺北市。12月10日，中國國民黨中央黨部隨政府由成都遷至臺北。                                                                                       |

## 臺灣時期

### 两蒋時期
| 年份                   | 事件 |
| 民國38年（1949年）     | 臺灣陷入危機之中，且隨時有淪陷之危險。中華民國台灣省政府主席兼台灣省警備總司令陳誠遂於5月19日緊急頒布《台灣省戒嚴令》。1949－1987年，這一時期國民黨在台灣實行一黨專政，後世稱此時期為戒嚴時期。 |
| 民國39年（1950年）     | 「中國國民黨中央常務委員會決定管制黨員出國，任公職黨員未經批准不得出國」:309。3月1日，蔣中正復行視事後，「中國國民黨總裁辦公室」隨即撤銷，3月31日遷入陽明山腳下士林官邸。:1378月，中國國民黨改造委員會正式成立，改委員宣誓就職。:659月，中國國民黨中央改造委員會通過「黨員歸隊實施辦法」。:6612月18日，中國國民黨中央改造委員會通過「反共建國聯合陣線計畫綱要」。12月23日，「中國國民黨中央改造委員會號召黨員歸隊」。 |
| 民國43年（1954年）     | 總裁蔣中正連任中華民國第二任總統，陳誠為第二任中華民國副總統，陳副總統並兼任行政院院長。 |
| 民國49年（1960年）     | 國民大會修訂《動員戡亂時期臨時條款》，總裁蔣中正連任中華民國第三任總統，陳誠連任第三任中華民國副總統。 |
| 民國55年（1966年）     | 總裁蔣中正連任中華民國第四任總統，嚴家淦為第四任中華民國副總統，嚴副總統並兼任行政院院長。 |
| 民國61年（1972年）     | 總裁蔣中正連任中華民國第五任總統，嚴家淦連任第五任中華民國副總統。 |
| 民國64年（1975年）     | 4月5日，中國國民黨總裁、中華民國總統蔣中正逝世:133，嚴家淦依照《中華民國憲法》繼任總統。 |
| 民國67年（1978年）     | 5月20日，中國國民黨主席、中華民國總統蔣經國正式就任行憲後第六任總統。 |
| 民國70年代（1980年代） | 隨著世界局勢緩和，中國國民黨執政下的臺灣經濟起飛。 |
| 民國73年（1984年）     | 5月20日，中國國民黨主席、中華民國總統蔣經國正式就任行憲後第七任總統。 |
| 民國76年（1987年）     | 7月15日，蔣經國總統任內，國民黨政府宣布台澎地區解嚴。 |

### 李登辉时期（1988－2000年）
| 年份               | 事件 |
| 民國77年（1988年） | 1月13日蔣經國逝世，副總統李登輝依憲法繼任總統。1月27日，李登輝成為代理主席，7月李登輝正式成為國民黨主席。 |
| 民國79年（1990年） | 李登輝、李元簇當選第八任行憲後正副總統，這是最後一次總統和副總統由國民大會選出。國民黨內部爆發主流派（擁李）與非主流派（反李）之爭，由李登輝領導的主流派勝出。此後，趙少康、郁慕明等人從國民黨出走，另創新黨。 |
| 民國80年（1991年） | 5月17日，立法院通過廢除《懲治叛亂條例》，5月22日正式宣告廢止。 |
| 民國81年（1992年） | 5月15日，立法院通過《中華民國刑法》第一百條修正案，刪除陰謀叛亂罪處罰。 |
| 民國85年（1996年） | 第一次總統直選，李登輝和連戰以54.0%當選第九任行憲後正副總統，他們亦成為中華民國首任人民直接選舉之正副總統，李登輝成功連任。                                                                                    |

### 連戰时期（2000－2005年）
| 年份               | 事件 |
| 民國89年（2000年） | 第二次總統直選，國民黨候選人、副總統連戰敗給民主進步黨的陳水扁，中華民國史上首次和平的政黨輪替。選前國民黨前祕書長、前台灣省長宋楚瑜另參與總統大選。選後作為黨主席的李登輝因被認為是造成選舉失利主因，遭到國民黨強烈批判，同年連戰接替李登輝出任國民黨主席，成為中國國民黨首位由黨員直選的黨主席。李登輝亦帶領國民黨部分親李人士于2001年創立台灣團結聯盟。 |
| 民國93年（2004年） | 第三次總統直選，連戰領導的國民黨再次敗給陳水扁領導的民進黨。 |
| 民國94年（2005年） | 主席連戰率領國民黨參訪團展開破冰之旅前往中國大陸會見中國共產黨中央委員會總書記胡錦濤，為國共雙方自1945年重慶談判後首次最高領導人會晤，也是1949年後首位踏上中國大陸之中國國民黨最高領導人。 |

### 马英九时期（2005－2014年）
| 年份                | 事件 |
| 民國94年（2005年）  | 連戰不再續任國民黨主席，時任國民黨副主席、臺北市長的馬英九擊敗立法院院長王金平當選國民黨主席。2005年三合一選舉，國民黨取得勝利。 |
| 民國97年（2008年）  | 第七屆立委選舉獲得壓倒性勝利，取得81席（71.7%），泛藍獲超過立法院3/4席次（86席）。中國國民黨候選人馬英九和蕭萬長在第四次總統直選以58.45%當選第12任正副總統，締造第二次和平的政黨輪替，此時國民黨在23個縣市中取得15席、2直轄市中取得1席，加上泛藍盟友共有18席。 |
| 民國101年（2012年） | 中國國民黨候選人馬英九和吳敦義在第五次總統直選以51.60%當選第13任正副總統，成功連任。同日舉行的第八屆立委選舉，國民黨取得64席，仍在立法院維持多數。 |
| 民國102年（2013年） | 九月政爭，最終王金平在獲法院保留黨籍的情況下，繼續出任立法院長。 |
| 民國103年（2014年） | 太陽花學運影響，最終使服貿協議未能在立法院通過。2014年九合一選舉國民黨遭受挫敗，同年12月3日馬英九再次辭去國民黨主席。 |

### 朱立倫時期（2015－2016年）
| 年份                | 事件 |
| 民國104年（2015年） | 2015年中國國民黨主席補選當選第七任主席。朱立倫在2月25日在中常會中表示，立法院長王金平黨籍案無需再委任律師承受原訴訟。5月，與中共中央總書記習近平在北京舉行朱習會。同年7月國民黨提名立法院副院長洪秀柱為國民黨總統候選人。同年10月廢止其提名，改為徵召黨主席朱立倫，隔年於2016年中華民國總統選舉落敗後宣佈辭去黨主席，同時因參選基隆立委落敗的郝龍斌也請辭副主席，由另一副主席黃敏惠(前嘉義市市長)代理黨主席。 |

### 洪秀柱時期（2016－2017）
| 年份                | 事件 |
| 民國105年（2016年） | 2016年中國國民黨主席補選，中華民國前立法院副院長洪秀柱打敗代理主席前嘉義市市長黃敏惠、臺北市議員李新、立法委員陳學聖，當選國民黨創黨史上首位民選女性黨主席。 |

### 江啟臣時期（2020－2021）
2020年4月29日，中國國民黨成立國際事務部。

### 第二次朱立倫時期（2021－    ）
2022年1月，中國國民黨駐美國代表處成立，辦公室位於华盛顿哥伦比亚特区賓夕法尼亞大道601號。

## 中央黨部變遷

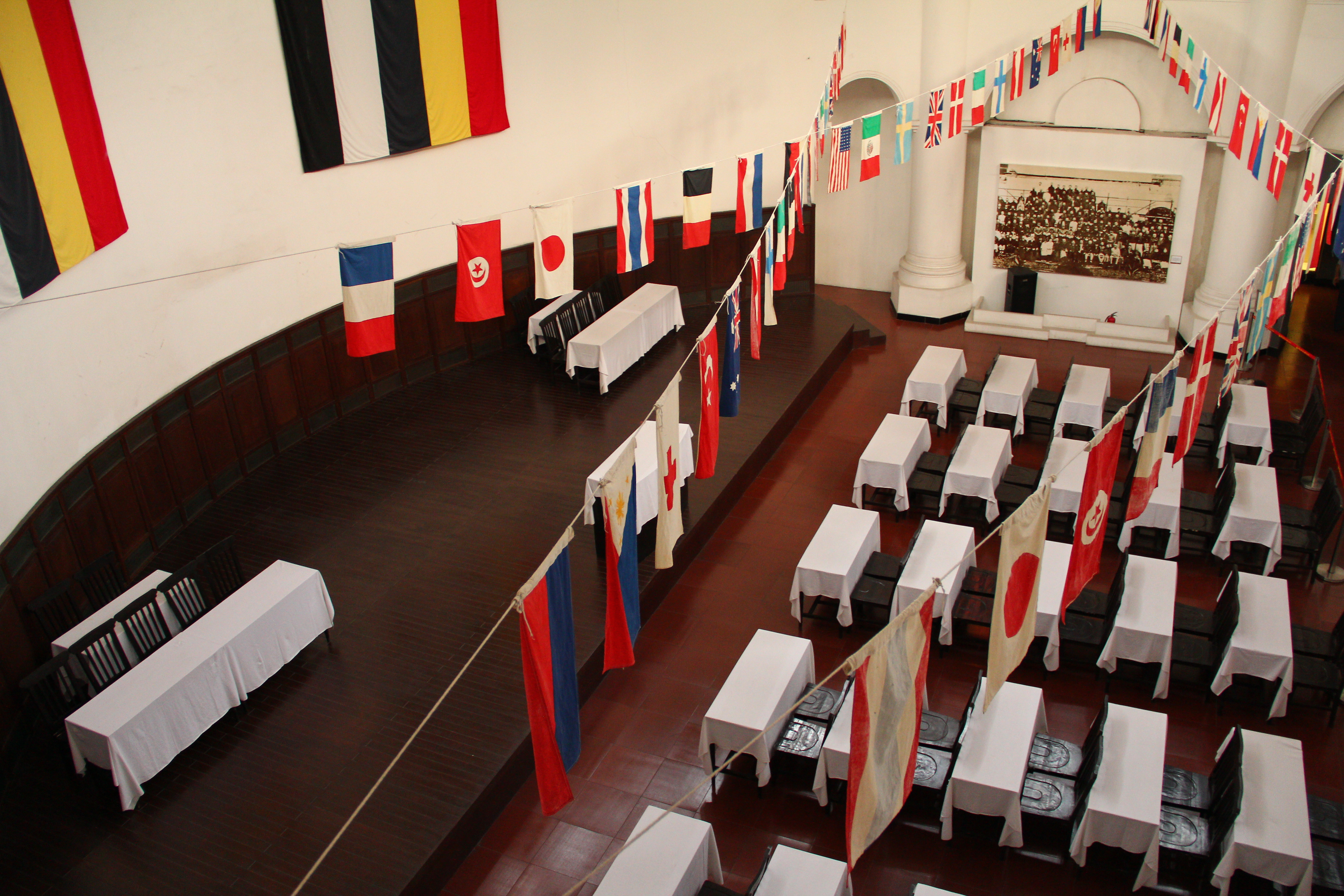
廣東諮議局舊址，孫中山就任非常大總統時的會場，也是第一代國民黨中央黨部所在地，位於廣州市。

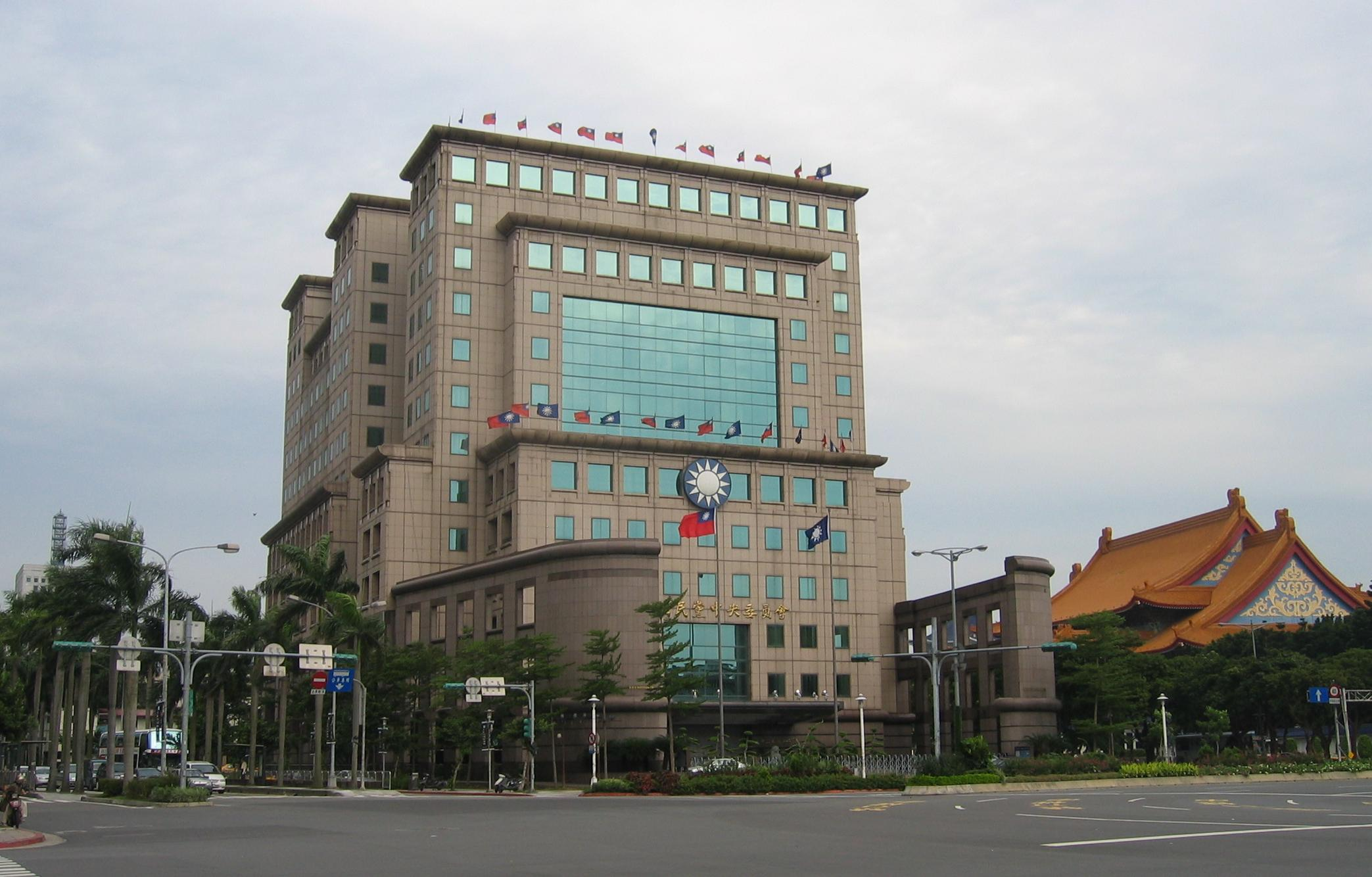
原國民黨中央黨部大樓：國民黨在民國38年（1949年）退至臺北市後使用此地作為中央黨部，主體建物於民國87年改建完工，民國95年（2006年）6月12日搬遷後轉售予長榮集團張榮發基金會使用。

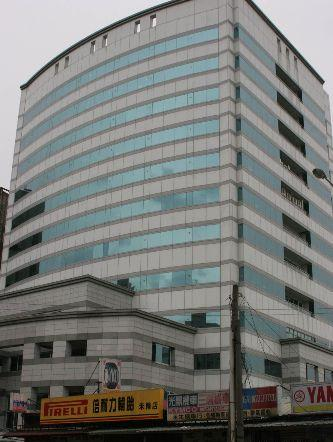
八德大樓：現今國民黨中央黨部所在地，位於臺北市中崙。

| 年份                                 | 事件 |
| 清光緒20年（1894年）                 | 興中會成立於夏威夷檀香山。1895年總部設於英屬香港。 |
| 清光緒29年（1903年）                 | 黃興等人成立華興會於湖南長沙。 |
| 清光緒30年（1904年）                 | 章太炎等人成立光復會於上海。 |
| 清光緒31年（1905年）                 | 中國同盟會成立於日本東京。 |
| 清宣統2年（1910年）                  | 同盟會總會成立於檀香山。 |
| 民國元年（1912年）                   | 同盟會聯合數個政黨組成國民黨於北京。 |
| 民國3年（1914年）                    | 國民黨改組為中華革命黨於日本東京。 |
| 民國8年（1919年）                    | 中華革命黨改組為中國國民黨。 |
| 民國13年（1924年）                   | 中央黨部隨中華民國軍政府落腳廣州。 |
| 民國16年（1927年）                   | 中央黨部隨國民政府遷到南京，定址於原临时政府参议院旧址。 |
| 民國27年（1937年）                   | 八年抗戰開始，遷重慶。 |
| 民國34年（1945年）                   | 抗戰勝利，再遷回南京。 |
| 民國38年（1949年）                   | 因國共戰爭中戡亂失利遷到廣州，同年再遷重慶、成都，12月遷至臺灣，並定址於臺北市中山南路11號（原址為台灣日治時期之赤十字社臺灣支部廳舍）。                                                       |
| 民國82年至民國87年（1993年至1998年） | 國民黨中央黨部原址進行改建，將原赤十字會建物改建為鋼筋混凝土大樓建築。改建期間，國民黨中央各單位疏遷至臺北市仁愛路三段53號的廣播電視大廈（原中國廣播公司總部大樓；現為宏盛帝寶豪宅社區）辦公。 |
| 民國95年（2006年）                   | 中央黨部遷至台北市中山區中崙之八德大樓，原中山南路黨部轉售予長榮集團所屬的張榮發基金會使用。                                                                                                   |

## 大事紀要

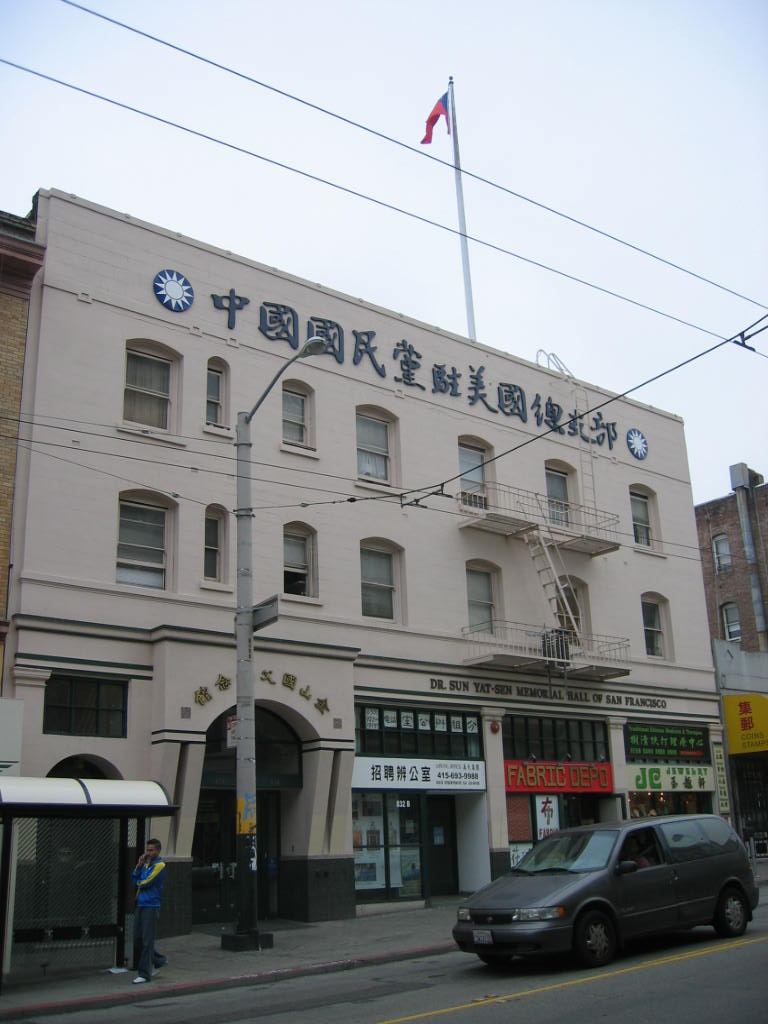
位於美國舊金山華埠的中國國民黨駐美國總支部

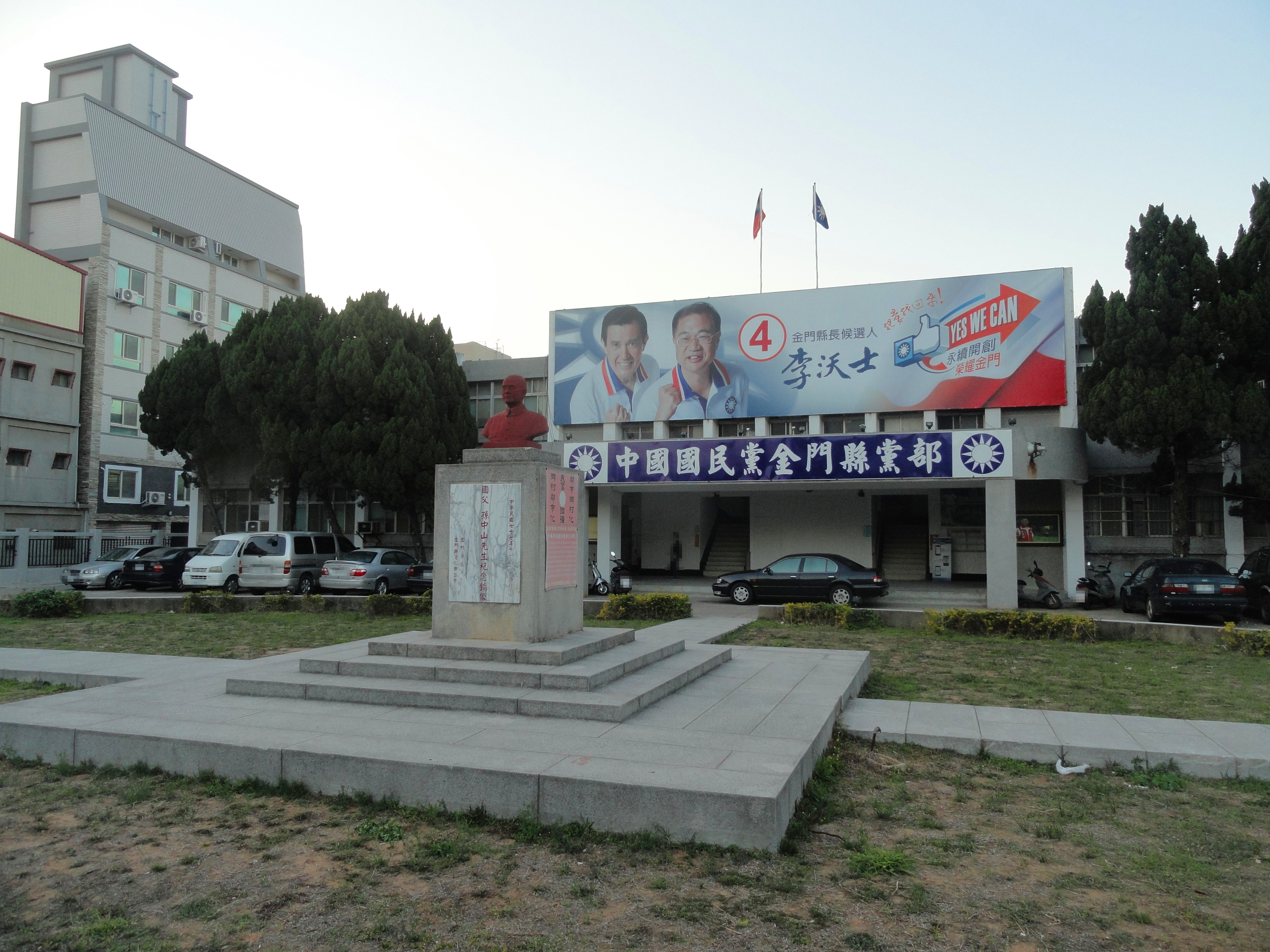
中国国民党金门县党部

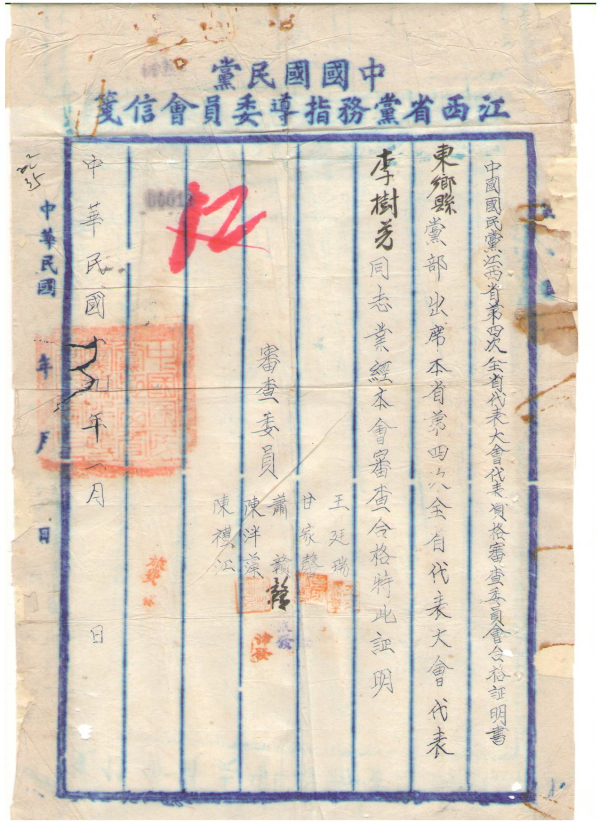
民国19年（1930年）国民党江西省第四次全省代表大会代表资格证明书

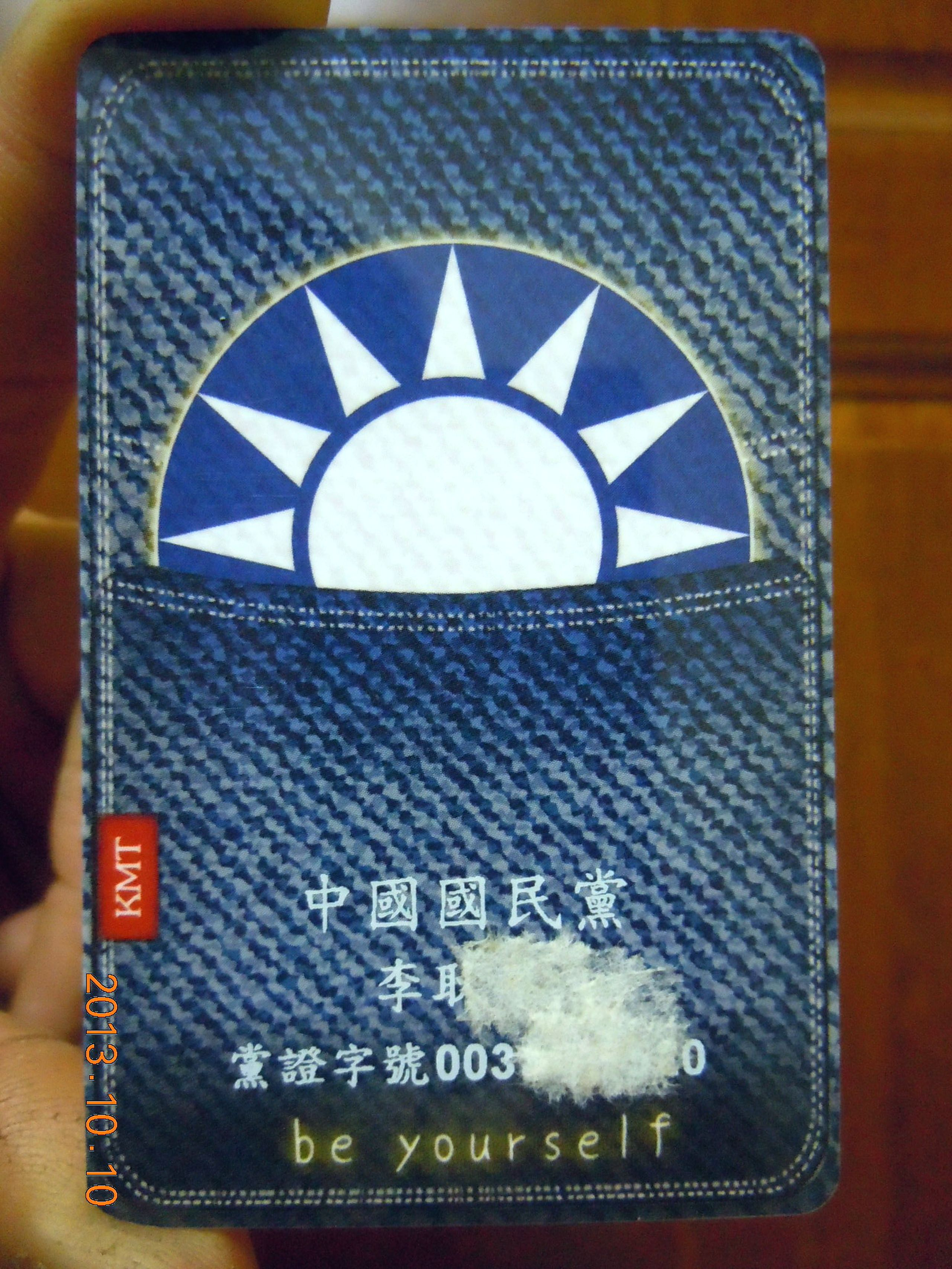
2012年所發行黨員的黨證悠遊卡。

以下提及如總理、總裁、主席等職務，無特別指名者，均為黨內職務。
| 年份                       | 事件 |
| 清光緒20年（1894年）       | 興中會成立。 |
| 清光緒31年（1905年）       | 中國同盟會成立。 |
| 清宣统三年（1911年）       | 1911年中華民國臨時大總統選舉，總理孫中山与黎元洪競選中華民國首任大總統、副總統，當選。                                                                               |
| 民國元年（1912年）         | 中華民國与國民黨成立。 |
| 民国2年（1913年）          | 中華民國第一届國會议员選舉，國民黨大獲全勝，3月20日，时任國民黨代理理事长的宋教仁在上海火車站（老北站）遭枪击，22日不治身亡，终年31歲。                              |
| 民國3年（1914年）          | 中華革命黨成立。 |
| 民國8年（1919年）          | 孫中山恢復和改組舊黨為中國國民黨，並被推選為總理。 |
| 民國12年（1923年）         | 同意蘇聯「聯俄容共」要求。 |
| 民國13年（1924年）         | 黃埔軍校成立，蔣中正為軍校校長，黨內開始培養軍事人才和武裝力量。 |
| 民國14年（1925年）         | 中國國民黨總理孫中山逝世，胡漢民繼任國民黨中政會主席，汪精衛繼任國民政府主席。                                                                                       |
| 民國15年（1926年）         | 蔣中正率領國民革命軍，開始北伐行動。 |
| 民國16年（1927年）         | 發動清黨，清剿共產黨人，結束「聯俄容共」，成立南京國民政府。 |
| 民國17年（1928年）         | 北伐結束，成為全中華民國的執政黨。 |
| 民國25年（1936年）         | 西安事變爆發，促成「國共聯合抗日」。 |
| 民國26年（1937年）         | 日本軍全面侵華，八年抗戰爆發。 |
| 民國27年（1938年）         | 推選蔣中正為中國國民黨總裁。 |
| 民國34年（1945年）         | 八年抗戰勝利。 |
| 民國35年（1946年）         | 第二次國共內戰爆發。 |
| 民國36年（1947年）         | 中華民國行憲，舉行國大代表與立法委員選舉。 |
| 民國37年（1948年）         | 1948年中華民國總統選舉，總裁蔣中正与李宗仁競選中華民國首任總統、副總統，當選。國民政府改組為中華民國政府。                                                           |
| 民國38年（1949年）1月      | 國共戰爭中戡亂失利，蔣中正辭去總統職位，由李宗仁任代总统，蔣中正仍任國民黨總裁，總管大權。                                                                           |
| 民國38年（1949年）12月     | 中華民國中央政府與中國國民黨中央黨部撥遷至臺灣臺北市。 |
| 民國39年（1950年）3月      | 總裁蔣中正復職總統。 |
| 民國43年（1954年）         | 1954年中華民國總統選舉，總裁蔣中正與陳誠竞選中華民國第二任總統、副總統，當選。                                                                                       |
| 民國49年（1960年）         | 1960年中華民國總統選舉，總裁蔣中正與陳誠競選中華民國第三任總統、副總統，當選。                                                                                       |
| 民國55年（1966年）         | 1966年中華民國總統選舉，總裁蔣中正與嚴家淦競選中華民國第四任總統、副總統，當選。                                                                                     |
| 民國61年（1972年）         | 1972年中華民國總統選舉，總裁蔣中正與嚴家淦競選中華民國第五任總統、副總統，當選。蔣經國接任行政院長。                                                                 |
| 民國64年（1975年）         | 中國國民黨總裁蔣中正逝世，嚴家淦繼任中華民國總統。 |
| 民國65年（1976年）         | 增設「主席」一職，並推選蔣經國為中國國民黨中央委員會主席兼中央常務委員會主席。                                                                                       |
| 民國67年（1978年）         | 1978年中華民國總統選舉，主席蔣經國與謝東閔競選中華民國第六任總統、副總統，當選。                                                                                     |
| 民國73年（1984年）         | 1984年中華民國總統選舉，主席蔣經國與李登輝競選中華民國第七任總統、副總統，當選。                                                                                     |
| 民國77年（1988年）         | 中國國民黨主席蔣經國逝世，李登輝依憲法繼任中華民國總統。 |
| 民國77年（1988年）7月      | 推選李登輝為中國國民黨第二屆主席。 |
| 民國79年（1990年）         | 1990年中華民國總統選舉，主席李登輝與李元簇競選中華民國第八任總統、副總統，當選。                                                                                     |
| 民國85年（1996年）         | 1996年中華民國總統選舉，主席李登辉與連戰搭檔竞選中華民國第九任（首次直選）總統、副總統，當選。                                                                       |
| 民國89年（2000年）         | 2000年中華民國總統選舉，連戰與蕭萬長搭檔竞選中華民國第十任總統、副總統，落選；是為該黨執政七十餘年來首次下野。                                                       |
| 民國89年（2000年）4月      | 中國國民黨主席李登輝因國民黨在總統選舉中大敗而辭職，由副主席連戰代理主席。                                                                                           |
| 民國90年（2001年）         | 舉行首次主席黨員直選，連戰當選為第三屆主席。 |
| 民國93年（2004年）         | 2004年中華民國總統選舉，主席連戰與親民黨主席宋楚瑜搭檔競選中華民國第十一任總統、副總統，落選。                                                                       |
| 民國94年（2005年）         | 主席連戰出訪中國大陆，為民國38年（西元1949年）12月後首位踏上中國大陸的黨內最高領袖。                                                                                 |
| 民國94年（2005年）7月      | 舉行第二次主席黨員直選，馬英九當選為第四屆主席。 |
| 民國94年（2005年）8月      | 增設「榮譽主席」一職，敦聘前主席連戰為榮譽主席。 |
| 民國96年（2007年）2月      | 中國國民黨主席馬英九因中華民國首長特別費事件案起訴而辭職，由副主席吳伯雄代理主席。                                                                                   |
| 民國96年（2007年）4月      | 舉行第三次主席黨員直選，吳伯雄補選為第四屆主席。 |
| 民國97年（2008年）1月      | 2008年中華民國立法委員選舉取得超過七成席次，加上泛藍盟友則超過四分之三席次。                                                                                         |
| 民國97年（2008年）3月22日  | 2008年中華民國總統選舉，馬英九與蕭萬長搭檔競選中華民國第十二任總統、副總統，當選；是為該黨首度取回執政權。                                                           |
| 民國97年（2008年）4月12日  | 副總統當選人蕭萬長與中國大陸的國家主席胡錦濤於博鰲亞洲論壇會面並舉行會談。                                                                                           |
| 民國97年（2008年）5月26日  | 主席吳伯雄出訪中國大陸，與中共總書記胡錦濤會面，為中華民國政府遷台後首位踏上大陸的中華民國執政黨主席。                                                               |
| 民國98年（2009年）7月26日  | 舉行第四次主席黨員直選，馬英九當選為第五屆主席，於10月17日就職。敦聘前主席吳伯雄為第二位榮譽主席。                                                                   |
| 民國101年（2012年）1月     | 2012年中華民國立法委員選舉，在立法院總計113席次立法委員中取得64席，維持對立法院的控制權。                                                                            |
| 民國101年（2012年）        | 2012年中華民國總統選舉，主席馬英九與吳敦義搭檔競選中華民國第十三任總統、副總統，當選。                                                                               |
| 民國102年（2013年）7月20日 | 舉行第五次主席黨員直選，馬英九當選為第六屆主席。 |
| 民國103年（2014年）12月3日 | 中華民國九合一地方選舉失利，主席馬英九辭去中國國民黨主席。由首席副主席吳敦義代理主席。                                                                               |
| 民國104年（2015年）1月17日 | 舉行第六次主席黨員直選，朱立倫補選為第六屆主席。 |
| 民國105年（2016年）1月     | 2016年中華民國立法委員選舉，在立法院總計113席次立法委員中取得35席，失去在立法院的多數黨。                                                                            |
| 民國105年（2016年）1月16日 | 2016年中華民國總統選舉，主席朱立倫與王如玄搭檔競選中華民國第十四任總統、副總統，落選。主席朱立倫於競選總部上承認敗選後立即宣布辭去國民黨主席一職；是為該黨二度下野。 |
| 民國105年（2016年）3月26日 | 舉行2016年中國國民黨主席補選，洪秀柱當選為第六屆主席，成為首位國民黨首位女性正任黨主席                                                                               |
| 民國106年（2017年）5月20日 | 舉行2017年中國國民黨主席選舉，吳敦義當選為第七屆主席。 |
| 民國109年（2020年）3月7日  | 舉行2020年中國國民黨主席補選，江啟臣當選為第七屆主席 |
| 民國110年（2021年）9月25日 | 舉行2021年中國國民黨主席選舉，朱立倫當選為第八屆主席。 |

## 历史上的分裂
| 次数 | 年份                       | 事件 |
| 1    | 民國14年（1925年）11月23日 | 邹鲁、谢持、林森、張繼等12名反對容共的國民黨右派中央執行委員和監察委員，在西山碧云寺召開“國民黨一屆四中全會”，史稱西山會議。會後，他們在上海另立中央，形成西山會議派。 |
| 2    | 民國16年（1927年）4月      | 蔣中正帶領國民革命軍北伐到達南京，與武漢的汪精卫黨中央因處理中國共產黨問題而造成短暫分裂，另立國民政府。史稱寧漢分裂。後來汪精卫亦清共，9月宣布武漢國民政府遷到南京合併，史稱寧漢合流（亦稱寧漢復合）。 |
| 3    | 民國16年（1927年）8月1日   | 中共發動南昌暴動。當天上午，譚平山以國民黨中央執行委員會常務委員名義，在南昌主持召開了國民黨中央委員及各省區特別市和海外各黨部代表聯席會議，通過了《中央委員宣言》，成立了「中國國民黨革命委員會」，以譚平山為主席團主席，吳玉章為祕書長。在中共部隊按計劃撤離南昌，南下廣東途中到達汀州時，革命委員會決定沿用國民政府的名義對外，並以譚平山為國民政府委員長，陳友仁、顧順章、王荷波、蘇兆征等為國民政府常務委員。9月24日，中共部隊到達汕頭後，決定正式成立國民政府，並決定由譚平山任國民政府主席。25日張太雷到達汕頭，提出反對此前的決定，並即於第二天召開南方局會議，決定暫不發表國民政府名單。此事擱置，隨後形勢惡化而終不成事。後谭平山、周恩來、劉伯承、賀龍、葉挺等主要負責人離隊，分別前往香港、上海。10月4日该组织解散。 |
| 4    | 民國16年（1927年）11月     | 國民黨左派宋慶齡、鄧演達等以「中國國民黨臨時行動委員會」名義，發表《對中國及世界革命民眾宣言》。民國17年（1928年）初，譚平山、章伯鈞等在上海成立「中華革命黨」，以鄧演達為總負責。民國19年（1930年）8月9日，鄧演達在上海成立「中國國民黨臨時行動委員會」，成為國共之外的“第三黨”。民國24年（1935年）11月10日，中國國民黨臨時行動委員會改名為「中華民族解放行動委員會」。民國36年（1947年）2月3日，改黨名為「中國農工民主黨」（簡稱“農工党”）。1949年中華人民共和國建立後成為接受中國共產黨領導的「民主黨派」。 |
| 5    | 民國22年（1933年）11月20日 | 國民黨左派發動福建事變。領導事變的蔡廷鍇、陳銘樞、李濟深等人召開會議，決定解散或脫離原有的黨派，以集體簽名的方式共同組織「生產人民黨」。22日，“中華共和國”成立。同時，李濟深、陳銘樞、蔡廷鍇、蔣光鼐、李章達等聯名脫離中國國民黨。隨後，黃琪翔等宣布解散第三黨，組建生產人民黨，由陳銘樞任生產人民黨總書記。當時在福建的脫離國民黨的分子，已解散的第三黨成員，少數的中國共產黨脫黨分子，以及十九路軍高級軍官均參加了生產人民黨。該黨控制了中華共和國政府實權。民國23年（1934年）1月13日，中華共和國政府首腦人物李濟深、陳銘樞、蔣光鼐、黃琪翔乘飛機離開福州先到泉州，中華共和國實際上宣告結束。生產人民黨隨之轉移到香港。黃琪翔等原第三黨成員決議恢復第三黨。生產人民黨隨著第三黨退出而部分解體。民國24年（1935年）7月25日，「中華民族革命同盟」在香港成立。民國26年（1937年）七七事變後，10月25日，李濟深、陳銘樞、蔣光鼐、蔡廷鍇等解散中華民族革命同盟，返回大陸。 |
| 6    | 民國27年（1938年）         | 汪精衛以中國國民黨中央副總裁身份，帶著周佛海等一幫國民黨親日派大員，逃到越南河内。 |
| 6    | 民國28年（1939年）         | 汪精衛在上海秘密召開中國國民黨第六次全國代表大会，中國國民黨中央斥其為非法。 |
| 7    | 民國34年（1945年）10月     | 國民黨左派在重慶成立「三民主義同志聯合會」（簡稱“民聯”）。民國35年（1946年）4月，國民黨左派在廣州成立「中國民主促進會」（非“民進”），後更名為「中國國民黨民主促進會」（簡稱“民促”）。民國37年（1948年）1月1日，民聯、民促等國民黨左派人士在香港聯合建立「中國國民黨革命委員會」（簡稱“民革”），民聯和民促繼續存在。1949年10月中華人民共和國建立後，11月，民聯、民促并入民革，宣告結束。中國國民黨革命委員會成為接受中國共產黨領導的「民主黨派」，和目前在台灣的中國國民黨並無主從關係。 |
| 8    | 民國38年（1949年）         | 由於國共內戰持續，原先滯留或投降共產政權的國民黨黨員及其眷屬，或成為後來的中國國民黨革命委員會(民革)主要成員。 |
| 9    | 民國76年（1987年）11月21日 | 國民黨部分老黨員因不滿國民黨腐化而成立「中國民眾黨」，總裁爲王忠泉。中國民眾黨爲國家社會主義政黨。 |
| 11   | 民國82年（1993年）         | 因統獨爭議與黑金疑雲，以及對當時黨主席李登輝的諸多不滿與其台獨傾向路線的不認同，中國國民黨黨內的非主流派、與以中國國民黨新生代為主的黨內深藍次級團體「新國民黨連線」另行组成「新黨」，以趙少康、王建煊等為首。 |
| 12   | 民國88年（1999年）         | 前民選臺灣省省長宋楚瑜因政策路線岐異，與當時黨主席李登輝分道揚鑣，自行參加2000年中華民國總統大選，後因泛藍分裂選舉失利，部份黨員退出中國國民黨，於民國89年（2000年）3月31日與若干非國民黨員另行組建以宋楚瑜為首的「親民黨」。 |
| 13   | 民國90年（2001年）         | 部份黨員在遭開除的前黨主席李登輝與前內政部部長黃主文等人的帶領下另外组成「台灣團結聯盟」，李登輝為台聯精神領袖，但並非台聯黨員。 |
| 15   | 民國104年（2015年）        | 國民黨在2014年七合一選舉中失利，又面臨2016年總統及立法委員大選，黨內掀起一波「跳船潮」。前國民黨中常委徐欣瑩退出國民黨後成立「民國黨」。2019年1月25日民国党并入国会政党联盟，2020年，国会政党联盟解散。 |